# Стонога Костянтин Сергійович
Костянти́н Сергі́йович Стоно́га (1975-2024) — український військовослужбовець, учасник російсько-української війни.

## Життєпис
Народився 9 червня 1975 року в місті Марганець Дніпропетровської області.
Загинув 25 квітня 2024 року в Донецькій області.
Похований 3 травня 2024-го в Марганці.

## Нагороди
- Орден «За мужність» II ступеня[1].
- Орден «За мужність» III ступеня[2].